# Liste der Kulturgüter in Massongex
Die Liste der Kulturgüter in Massongex enthält alle Objekte in der Gemeinde Massongex im Kanton Wallis, die gemäss der Haager Konvention zum Schutz von Kulturgut bei bewaffneten Konflikten, dem Bundesgesetz vom 20. Juni 2014 über den Schutz der Kulturgüter bei bewaffneten Konflikten sowie der Verordnung vom 29. Oktober 2014 über den Schutz der Kulturgüter bei bewaffneten Konflikten unter Schutz stehen.
Objekte der Kategorien A und B sind vollständig in der Liste enthalten, Objekte der Kategorie C fehlen zurzeit (Stand: 1. Januar 2023).

## Kulturgüter
| Foto |                                                                                          | Objekt | Kat. | Typ | Standort                              | Beschreibung |
| ---- | ---------------------------------------------------------------------------------------- | --- | ---- | --- | ------------------------------------- | ------------ |
| ja   | Datei hochladen · Wikidata zu Tarnaiae (Q29573869)                                       | Tarnaiae, keltisch-gallorömischer Vicus / Tarnaiae, vicus celtique-galloromain KGS-Nr.: 09701               | A    | F   | Route du Chablais 565319 / 121376     |              |
| ja   | Datei hochladen · Wikidata zu Kirche Saint-Jean-Baptiste, Turm und Pfarrhaus (Q29892294) | Kirche Saint-Jean-Baptiste, Turm und Pfarrhaus / Église Saint-Jean-Baptiste, clocher et cure KGS-Nr.: 06848 | B    | G   | Place de l’Église 9.1 565358 / 121346 |              |